# Irene Natividad
Irene Natividad (San Fernando, Pampanga, 14 de septiembre de 1948) es una feminista estadounidense de origen asiático, directora corporativa, activista por los derechos de las mujeres y defensora internacional de las mujeres en posiciones de liderazgo. Es fundadora y preside el GlobeWomen Research and Education Institute, una organización sin fines de lucro con sede en Washington D.C entre cuyos programas se encuentra la convocatoria anual de la Global Summit of Women (Cumbre Mundial de Mujeres). También preside la Corporate Women Directors Internacional (CWDI) que tiene como objetivo promover el aumento de la participación de las mujeres en los consejos de administración en el mundo y crear redes. De 1985 a 1989 asumió la presidencia del National Women's Political Caucus, una de las organizaciones más importantes en Estados Unidos dedicada a impulsar la presencia de mujeres en la política, en la judicatura y en puestos de responsabilidad gubernamentales, siendo la primera persona asiática-estadounidense en liderar una organización política nacional. Previamente presidió la Comisión Nacional de Mujeres Trabajadoras, fue Directora Ejecutiva de la Fundación Filipino-Americana. También ha sido Fundadora y Presidenta de Mujeres Profesionales Asiático-Americanas y Directora Fundadora de la Red Nacional de Mujeres Americanas de Asia y el Pacífico.

## Biografía
Irene Natividad nació en San Fernando, Pampanga, Filipinas. Era la hija mayor de un ingeniero químico que trabajaba para una empresa estadounidense. Tenía cinco años cuando su familia abandonó Filipinas siguiendo el destino profesional de su padre: primero Okinawa, luego a Irán, India, Grecia y finalmente a Canadá. Se educó principalmente en escuelas internacionales dirigidas por estadounidenses. En Grecia completó su educación secundaria. A los 18 años se mudó a Nueva York para seguir sus estudios.  En 1971, se graduó en la Universidad de Long Island que años después le otorgó un Doctorado en Letras Humanitarias por su trabajo global en favor de las mujeres. En 1973 obtuvo una maestría en literatura estadounidense y, en 1976, una maestría en Filosofía por la Universidad de Columbia en Nueva York.
De 1974 a 1976, Natividad enseñó literatura estadounidense, primero en el Lehman College de la City University de Nueva York y luego en la Universidad de Columbia. 

### Primeros pasos en el activismo
Su primera experiencia en política fue cuando, durante su etapa de estudiante, en 1968 distribuyó folletos de la campaña del demócrata Eugene McCarthy como candidato presidencial. En la década de los 70 asumió cargos docentes y administrativos en educación superior. 
En 1980 fue fundadora y presidenta de Mujeres Profesionales Asiático-Americanas y fue directora fundadora de la Red Nacional de Mujeres Estadounidenses de Asia y el Pacífico y la Campaña de Acción para el Cuidado Infantil.
De 1982 a 1984, fue presidenta del Caucus de Asia Pacífico del estado de Nueva York y luego vicepresidenta del recién formado Caucus de Asia Pacífico del Comité Nacional Demócrata. En 1984, apoyó la campaña electoral de Geraldine Ferraro, la primera candidata a la vicepresidencia nominada en la lista del Partido Demócrata, y sirvió como enlace de campaña con los votantes asiático-estadounidenses.

### Presidenta del Caucus Político Nacional de Mujeres
En 1985 fue elegida presidenta del Caucus Político Nacional de Mujeres (NWPC), histórica organización feminista de Estados Unidos fundada entre otras activistas por Betty Friedan y Gloria Steinem, convirtiéndose en la primera mujer asiático-estadounidense en liderar una organización política nacional. Shirley Chisholm, la primera mujer afroamericana elegida para el Congreso de Estados en 1968, apoyó a Natividad para un segundo mandato de la organización en 1987 que cerró en 1989.
Bajo su liderazgo, el NWPC recopiló datos para analizar los factores que influyen en la elección de las mujeres al Congreso y compiló una encuesta anual sobre el nombramiento de mujeres por parte de los gobernadores para los gabinetes estatales. La organización también estableció el primer Programa de Capacitación para Candidatas de mujeres de minorías y creó el Premio Good Guy en honor a los hombres que promueven la causa de los derechos de las mujeres. En 1988 Natividad fue invitada a reunirse con el presidente George Bush para promover candidatas en puestos administrativos.

### Más mujeres en la política y la economía
Durante la década de los noventa, asumió la presidencia de la Comisión Nacional de la Mujer Trabajadora, que trabaja en temas de equidad económica que afectan a las mujeres a través de programas innovadores de investigación y capacitación.
Para promover candidatas a altos cargos designados por el gobierno, Natividad se desempeñó como presidenta de la Coalición para Nombramientos de Mujeres durante tres administraciones presidenciales: George HW Bush en 1998, Bill Clinton en 1992 y Barack Obama en 2008.  También presidió la iniciativa Asian Americans and Pacific Islanders (AAPI) for Hillary durante la campaña presidencial de Hillary Clinton en 2008 y 2016.
Natividad también ha participado en campañas para aumentar el número de mujeres votantes en las elecciones presidenciales en los EE. UU. En 1996 presidió el proyecto Voto de las Mujeres dirigiendo una coalición más de un centenar de grupos de mujeres y en 2000, como presidenta de Women Vote 2000, centró los esfuerzos de alentar el voto de las mujeres negras.
El 21 de enero de 2017 participó en la Marcha de las Mujeres de Washington, un día después de la toma de posesión del presidente Trump.

### Cumbre Mundial de Mujeres
Para promover las oportunidades económicas y el avance de las mujeres en el ámbito internacional Natividad fundó y preside el GlobeWomen Research and Education Institute, una organización sin fines de lucro con sede en Washington D.C que desde 1990 convoca la Global Summit of Women (Cumbre Mundial de Mujeres) que tres décadas después reúne a más de un millar de participantes de casi un centenar de países estableciendo lazos y estrategias de trabajo entre mujeres de sectores público y privado y entre mujeres de organizaciónes sin ánimo de lucro. 
La primera reunión en 1990 se celebró en Canadá, la segunda en 1992 en Dublín, seguida de Taipei en 1994. Desde 1997 con la cumbre celebrada en Miami, Florida la reunión tiene carácter anual es conocida de manera informal como el "Davos de las Mujeres". La cumbre se centra en compartir buenas prácticas y estrategias de trabajo que mejoren la situación económica de las mujeres a nivel mundial. 
Entre quienes han participado a las reuniones a lo largo de la historia de la Cumbre Mundial de Mujeres se encuentra el sudafricano Nelson Mandela, presidentas en ejercicio como Mary Robinson de Irlanda, Vaira Vike-Freiberga de Letonia, Gloria Macapagal-Arroyo de Filipinas, Michelle Bachelet de Chile y Tarja Halonen de Finlandia o el primer ministro de Japón, Shinzo Abe,  el primer ministro de Francia, Manuel Valls, y líderes de corporación como la presidenta y directora ejecutiva de PepsiCo, Indra Nooyi.

### Corporate Women Directors International (CWDI)
Natividad también preside la Corporate Women Directors International (CWDI) que analiza e investiga la presencia de mujeres en las juntas directivas de las principales empresas a nivel mundial.
Desde 2006, ha sido pionera en Market Opens, que han reunido a mujeres en el ámbito empresarial y en la política para destacar los logros de las mujeres en la economía en más de 20 ceremonias de toque de campana en las Bolsas de Valores de todo el mundo. Las Aperturas de Mercado han tenido lugar en el NASDAQ (2006) de Nueva York, la Bolsa de Toronto (2008), la Bolsa de Johannesburgo (2009), Madrid (2011), Estambul (2011), Barcelona (2012), Varsovia (2012 y 2016). ), Sao Paulo (2012), Hong Kong (2012), Zurich (2013), Kuala Lumpur (2013), Deutsche Boerse en Frankfurt (2013), Euronext Paris Exchange (2014), ASX en Sydney (2014), Manila (2015), Ciudad de México (2016 y 2018), Ciudad Ho Chi Minh (2017), Bangkok (2017) y Bogotá, Colombia (2018).

### Consejos corporativos
En el ámbito corporativo, Natividad ha formado parte de numerosos consejos corporativos y asesores. En 1994, el presidente Clinton la nombró miembro de la junta directiva de Sallie Mae Corporation, una empresa de Fortune 100.  Otros puestos en la junta directiva incluyen juntas asesoras de L'Oreal France, Cigna Corporation, Wyndham International, Enterprising Women Magazine, la Asociación Nacional de Directoras Corporativas (NACD), el Museo Nacional para la Mujer en las Artes y el Museo Internacional de la Mujer. Además, fue miembro de la Comisión Blue Ribbon de la NACD sobre Diversidad en la Junta Directiva de 2012.

### Foros y consejos asesores internacionales
Irene Natividad aboga por que los países tomen medidas proactivas para acelerar la diversidad de género en los directorios corporativos. Es partidaria de establecer cuotas para avanzar en la presencia de mujeres en juntas directivas y de establecer metas concretas en las empresas como promover auditorías internas para reparar diferencias de sueldos entre hombres y mujeres o el compromiso de lograr metas de cantidades de mujeres en cargos directivos.En las últimas décadas ha sido invitada a participar en numerosos foros internacionales para debatir sobre este tema. 
En 2008 fue invitada para participar en la Network to Promote Women in Decision-Making in Politics and the Economy (Red Europea de Mujeres en la Toma de Decisiones en Política y Economía) una plataforma europea para el debate, el intercambio de información y buenas prácticas y para identificar las mejores estrategias para avanzar en este tema, lanzada por la Comisión Europea. En 2010 fue invitada por la Comisión Europea a dirigirse al Comité de Derechos de la Mujer e Igualdad de Género , mientras deliberó sobre una medida para exigir una cuota de mujeres directoras en juntas directivas en la Unión Europea.
Natividad ha formado parte de varios consejos asesores internacionales para gobiernos y organizaciones políticas. En 2019, el presidente francés Emmanuel Macron la nombró miembro del Consejo Asesor sobre Igualdad de Género del G7, que tenía la tarea de brindar recomendaciones para promover la igualdad de las mujeres durante el año de la presidencia francesa del G7. También ha formado parte de los Consejos Asesores de los Grupos de Participación del G20, incluidos el T20 (Think Tanks)  y el W20 (Mujeres), como miembro del Foro de Liderazgo de las Mujeres para la Igualdad de Género de ONU, ha sido miembro de la Junta del Simposio Económico Mundial. con sede en Alemania, y la Red de la Comisión Europea para la Promoción de la Mujer en la Toma de Decisiones. 
Entre los foros internacionales en los que ha intervenido sobre ello se encuentran: Club de Madrid (2012), Federación Europea de Nuevas Ideas (2011-2014), Simposio Económico Mundial (2010-2015), Cumbre APEC Mujer y Economía (2015) Foro de la OCDE del Sudeste Asiático en Indonesia (2014), Foro del Nuevo Mundo de la OCDE (2015), Panel de Alto Nivel de la ONU sobre Mujeres en Posiciones de Liderazgo en las reuniones de la ONU en 2016-18; Cumbre W20 (Mujeres 20) en Argentina en 2018;  Reunión de Ministros de Trabajo del G7 en París en 2019; Global Solutions Summit 2019

## Un cambio de paradigma para las mujeres
Natividad reclama un cambio de paradigma en que las mujeres hablan de sí mismas: "Quiero que hablemos del poder económico que ya tenemos. Somos la mitad de las trabajadoras del mundo, el 30% de las dueñas de empresas y la mayoría de los consumidores. Ahora solo déjenos pensar como articulamos ese poder. El W20 no es el evento lateral del G20 ¡es EL EVENTO! No puede haber prosperidad sin nosotras".
“Un artículo reciente del New York Times dice que el dinero es poder y las mujeres tienen poco de ambos. ¿Qué hay de nuevo en eso? Cuando las mujeres tienen plata, tienen poder; y cuando llevan plata a la casa, el balance del poder cambia en la familia”, argumenta.

## Premios y reconocimientos (selección)
- 1988, 100 mujeres más poderosas de Estados Unidos, por Ladies Home Journal
- 1989, Doctorado Honorario de la Universidad de Long Island
- 1992, 74 mujeres que están cambiando la política estadounidense, por la revista Campaigns & Elections
- 1994, Doctorado honoris causa del Marymount College (Nueva York) por su compromiso global con los derechos de las mujeres
- 1997, "Las 25 madres trabajadoras más influyentes" por la revista Working Mother [29]
- 2004,  "21 líderes para el siglo XXI" por Women's eNews
- 2010, Salón de la Fama de la Revista Mujeres Emprendedoras
- 2012,  "Mujeres que vale la pena observar" por la revista Diversity Journal
- 2014, “Top 10 Campeones de la Diversidad Global” por la revista Diversity Global [30] .
- 2015, “Mujer pionera” por Huffington Post
- 2021, Caballero de la Orden Nacional de la Legión de Honor (Legion d'Honneur)[4]